# Terry Cooper
Terence Cooper (12. července 1944, Brotherton – 31. července 2021) byl anglický fotbalista.
Hrál obránce za Leeds United FC. Byl na MS 1970.

## Hráčská kariéra
Terry Cooper hrál obránce za Leeds United FC. Vyhrál s ním Veletržní pohár v letech 1968 a 1971 a v roce 1967 byli ve finále. V roce 1969 vyhráli anglickou ligu a v následujícím roce hráli semifinále PMEZ. V dubnu 1972 si zlomil nohu a byl mimo hru 20 měsíců. Nepodílel se tak na dalších úspěších svého klubu, jakými byly vítězné finále FA Cupu 1972, finále PVP 1973 a titul mistra 1974 (přesněji řečeno v mistrovské sezoně hrál jen 1 ligový zápas, a medaili za titul tak nedostal).
V reprezentaci hrál 20 zápasů. Hrál na MS 1970.

## Úspěchy
Leeds United
- Football League First Division: 1968–69, 1973–74
- FA Cup: 1971–72
- Football League Cup: 1967–68
- Veletržní pohár: 1967–68, 1970–71